# Сурата
Сурата (исп. Suratá) — город и муниципалитет в северо-восточной части Колумбии, на территории департамента Сантандер. Входит в состав провинции Сото-Норте.

## История
Поселение, из которого позднее вырос город, было основано Педро Алонсо Пинсоном 20 августа 1728 года. Муниципалитет Сурата был выделен в отдельную административную единицу 30 сентября 1887 года.

## Географическое положение

Муниципалитет Сурата

Город расположен в северо-восточной части департамента, в горной местности Восточной Кордильеры, на расстоянии приблизительно 28 километров к северо-востоку от города Букараманги, административного центра департамента. Абсолютная высота — 1748 метров над уровнем моря.
Муниципалитет Сурата граничит на западе с территорией муниципалитета Эль-Плайон, на юго-западе — с муниципалитетом Матанса, на юге — с муниципалитетом Чарта, на юго-востоке — с муниципалитетом Калифорния, на севере и востоке — с территорией департамента Северный Сантандер. Площадь муниципалитета составляет 348 км².

## Население
По данным Национального административного департамента статистики Колумбии, совокупная численность населения города и муниципалитета в 2015 году составляла 3295 человек.
Динамика численности населения муниципалитета по годам:
| 2005 | 2006 | 2007 | 2008 | 2009 | 2010 | 2011 | 2012 | 2013 | 2014 | 2015 |
| ---- | ---- | ---- | ---- | ---- | ---- | ---- | ---- | ---- | ---- | ---- |
| 3662 | 3631 | 3596 | 3555 | 3514 | 3479 | 3436 | 3398 | 3362 | 3325 | 3295 |

Согласно данным переписи 2005 года мужчины составляли 52,3 % от населения Сураты, женщины — соответственно 47,7 %. В расовом отношении белые и метисы составляли 99,9 % от населения города; негры, мулаты и райсальцы — 0,1 %.
Уровень грамотности среди всего населения составлял 86,4 %.

## Экономика
Основу экономики Сураты составляет сельское хозяйство.
55,4 % от общего числа городских и муниципальных предприятий составляют предприятия торговой сферы, 35,6 % — предприятия сферы обслуживания, 6,9 % — промышленные предприятия, 2,1 % — предприятия иных отраслей экономики.